# Rosyjski eksperyment ze snem (Creepypasta)
Rosyjski eksperyment ze snem (ang. The Russian Sleep Experiment) – popularna creepypasta, czyli forma współczesnej opowieści grozy rozpowszechniana w internecie, która z czasem przekształciła się w miejską legendę. Historia opowiada o rzekomym tajnym eksperymencie przeprowadzonym przez Związek Radziecki w późnych latach 40. XX wieku. Jego celem miało być przetestowanie eksperymentalnego środka pobudzającego, który uniemożliwiał sen, a jego ofiarami było pięciu więźniów politycznych, poddanych ekstremalnej izolacji i obserwacji.
W miarę upływu dni pozbawieni snu ochotnicy mieli popadać w szaleństwo, wykazywać objawy psychozy, autoagresji, kanibalizmu, aż w końcu całkowitego rozkładu psychicznego i fizycznego. Eksperyment kończy się rzezią – zarówno wśród badanych, jak i obsługi technicznej.

## Historia
Historia opowiada o eksperymencie przeprowadzonym w 1947 roku w tajnym sowieckim ośrodku testowym, w którym naukowcy podawali więźniom politycznym gaz pobudzający, który uniemożliwiał sen przez piętnaście dni. W miarę postępu eksperymentu okazuje się, że brak snu przekształca badanych w agresywne, przypominające zombie stworzenia uzależnione od gazu. Pod koniec historii umierają wszystkie postacie, z wyjątkiem jednego naukowca.

## Popularność
Po swojej pierwotnej publikacji w 2010 roku, rosyjski eksperyment ze snem zdobył ogromną popularność w internecie, stając się jedną z najbardziej rozpowszechnianych i komentowanych creepypast wszech czasów. W wielu zestawieniach uznawany jest za jedną z najstraszniejszych i najlepiej skonstruowanych historii tego typu. Josh Millican z portalu Dread Central określił ją jako „jedną z najbardziej szokujących i wywierających wpływ legend miejskich ery Internetu”.
Wokół opowieści szybko narosła debata – zarówno online, jak i offline – ponieważ znaczna część odbiorców traktowała ją jako autentyczny zapis wydarzeń historycznych. W związku z tym wiele serwisów, takich jak Snopes, LiveAbout czy News.com.au, poświęciło swoje artykuły obaleniu rzekomej prawdziwości eksperymentu, wskazując jednoznacznie na jego fikcyjny charakter i internetowe źródło.